# Vulcaniibacterium
El género Vulcaniibacterium engloba únicamente tres especies (Vulcaniibacterium termophilus (Yu  et al. 2014), Vulcaniibacterium tengchongense (Yu et al. 2014) y Vulcaniibacterium gelatinicum (Niu et al. 2020)) de bacterias Gram negativas, no mótiles y aerobias de la familia Xanthomonadaceae. La denominación del género deriva del latín, "vulcanum", "volcán", en clara alusión a su carácter termófilo. Tanto V. termophilus como V. tengchongense fueron aisladas en fuentes geotermales en 2013 y 2014, respectivamente (siendo V. termophilus identificado en 2013 bajo otra denominación por Wei et al.), en el parque nacional de Rehai, ciudad de Tengchong, República Popular China, de aguas y sedimentos de fuentes geotermales.
Sin embargo, este género se encuentra clasificado dentro del "Grupo de riesgo 1", según la Clasificación Alemana de Bioseguridad. Posteriormente, se ha podido aislar V. gelatinicus en 2020 de muestras de agua procedentes de la misma ubicación. Las especies integrantes del género pueden ser aisladas y cultivadas en medios de cultivo comunes. Al microscopio óptico, presentan una morfología bacilar.
En cuanto a las condiciones de cultivo, las cuatro especies integrantes presentan un rango de temperaturas de crecimiento de ente 25°C-28 °C y 55 °C, con una temperatura de cultivo óptima de 45 °C, lo que las hace termófilas; y un rango de pH de crecimiento entre 6 y 8, con pH óptimo el neutro (pH 7). En cuanto a las condiciones de salinidad a las que pueden desarrollarse, estas son nada o ligeramente halófilas, pudiendo crecer a concentraciones masa/volumen (M/V) de NaCl de hasta el 3%, con una concentración óptima del 0%.
El análisis de la composición en ácidos grasos de la membrana plasmática por cromatografía de gases, obtuvo que los ácidos grados predominantes del perfil de ácidos grasos en V. tengchongense son el ácido isopalmítico y el ácido isopentadecanoico, mientras que en V. gelatinicum predominan  el ácido isopentadecanoico, el ácido palmítico, el ácido isoundecanoico y el ácido isoheptadecanoico. En cuanto al estudio de su ubiquinona esta se compone de una cadena isoprenoide o isoprenoídica de 8 monómeros (Q8, Q-8, Q8 o CoQ-8). Presentan un contenido en G+C elevado, de un 66,9% en V. tengchongense y de un 71,6% en V. gelatinicum. Con respecto a pruebas metabólicas las cuatro especies son catalasa positivas, ureasa negativas, no productoras de H2S, citocromo oxidasa negativas, arginina dihidrolasa negativas, indol negativas y no productoras de acetoína o Voges-Proskauer negativas.
Filogenéticamente, V. tengchongense presenta un gran parecido evolutivo, con un 96% de similitud en la secuencia del ARNr16S, con V. thermophilus.